# Río Vendul
El río Vendul es un curso fluvial de Cantabria (España) perteneciente a la cuenca hidrográfica del río Nansa, al cual afluye dentro del municipio de Rionansa. 

## Curso
Tiene una longitud de 11,503 kilómetros, con una pendiente media de 1,9º. Nace en la ladera norte del pico Cueto Cucón, y tiene como afluentes al río Sebrando, a veces denominado arroyo Sebrando, que se une a él cerca de San Sebastián de Garabandal (a 483 m s. n. m., mucho menos que su altura inicial en un corto recorrido), y al Lamasón.
Uno de sus más bellos escalonamientos o pequeñas cascadas cae el llamado Pozo Verde. Algunas partes de su curso bajo, cerca de Cosío, pueden bajar secas en el verano.